# Jubilé de platine d'Élisabeth II
Ne doit pas être confondu avec Jubilé d'or d'Élisabeth II ou Jubilé de diamant d'Élisabeth II.
Le jubilé de platine d'Élisabeth II est un événement international ayant lieu en 2022 pour marquer les 70 ans de règne de la reine Élisabeth II, montée sur le trône britannique le 6 février 1952,. Il s'agit de la première fois dans l'histoire du Royaume-Uni qu'un monarque célèbre son jubilé de platine, Élisabeth II détenant le record du plus long règne depuis le 9 septembre 2015.
Au Royaume-Uni, les plans de célébration sont dévoilés dans leur intégralité par le palais de Buckingham le 10 janvier 2022. Le jubilé est officiellement célébré sur quatre jours, du 2 au 5 juin 2022. Le gouvernement britannique promet à cette occasion un « spectacle unique en son genre » qui « mêlera le meilleur de la splendeur et de l'apparat des cérémonies britanniques à des spectacles artistiques et technologiques de pointe ».
Le jubilé de platine de la reine est également célébré dans d'autres pays du Commonwealth, notamment l'Australie, le Canada et la Nouvelle-Zélande. Élisabeth II meurt trois mois plus tard, le 8 septembre 2022, à l'âge de 96 ans.

## Jour de son accession
Dans son message officiel pour le jour anniversaire de son accession au trône, Élisabeth II déclare espérer que son jubilé de platine puisse unir les familles et les amis, les voisins et les communautés. La souveraine déclare que cet événement « me donne le temps de réfléchir à la gentillesse que m'ont témoignée des personnes de toutes nationalités, de toutes confessions et de tous âges dans ce pays et dans le monde entier au fil des ans ». Elle remercie également le peuple britannique pour son soutien, sa loyauté et son affection, et conclut son message en signant « Your Servant »,.
Des photographies de la reine travaillant avec ses boîtes rouges à Sandringham House sont diffusées pour marquer le jour de son accession,. Son fils, le prince de Galles, publie une déclaration dans laquelle il affirme que le dévouement de la reine pour le bien-être de son peuple inspire une admiration toujours plus grande d'année en année.
La reine reçoit les félicitations de plusieurs dirigeants étrangers à l'occasion de ses 70 ans de règne, tels que le président américain Joe Biden, le dirigeant chinois Xi Jinping, ainsi que les rois Harald V de Norvège, Charles XVI Gustave de Suède, Rama X de Thaïlande et le cheikh Khalifa.

## Emblèmes du jubilé

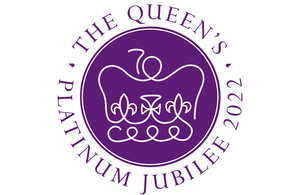
Emblème britannique du jubilé.

Au Royaume-Uni, l'emblème du jubilé de platine est choisi par un concours, dont les résultats sont annoncés en août 2021. Le dessin ayant remporté le concours a été créé par un étudiant en graphisme âgé de 19 ans, Edward Roberts, originaire de Nottinghamshire.
L'emblème représente la couronne de saint Édouard et le nombre 70 au sommet de la couronne, le tout dans un cercle de couleur pourpre afin de créer l'impression d'un sceau royal. Le pourpre royal utilisé dans l'emblème est étroitement associé au pourpre du manteau porté par la reine lors de son couronnement, en 1953. La police de caractères de l'emblème est Perpetua, qui signifie « pour toujours », et est similaire au style de police qui figurait sur l'ordre de service du couronnement de la reine en 1953,,.
D'autres pays du Commonwealth adoptent des emblèmes distincts. L'emblème australien reprend le graphisme de celui du Royaume-Uni, mais la couronne de saint Édouard est remplacée par une représentation stylisée de la broche en forme d'épi offerte à la reine lors de sa première visite en Australie en 1954, elle-même inspirée du mismosa doré, l'emblème floral national de l'Australie. L'emblème canadien comprend le monogramme royal d'Élisabeth II au-dessus du nombre 70 en gris clair, par allusion au platine, le tout entouré d'une forme heptagonale ornée de feuilles d'érable et de perles ; les sept côtés de l'heptagone représentent chaque décennie du règne de la reine. L'emblème néo-zélandais représente le monogramme royal dans un cadre en platine à cinq côtés avec l'inscription en maori « Te Hokotoru Mā Ngahuru », qui signifie « trois vingt plus dix », en référence aux 70 ans de règne de la reine, et à la base les années 1952 et 2022 dans les couleurs nationales, le rouge ocre et le blanc.

## Célébrations officielles

### Australie

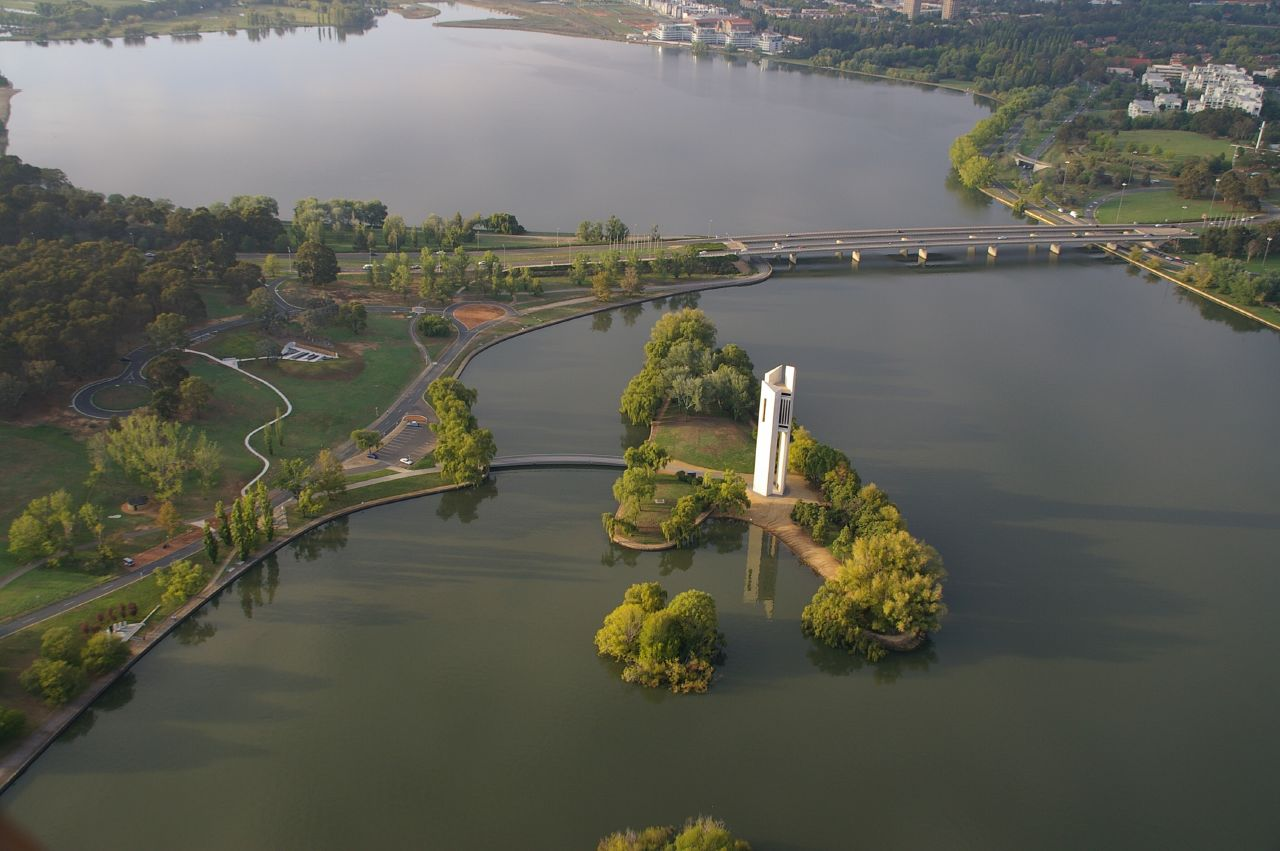
L'île Aspen, rebaptisée « île Queen Elizabeth II » en juin 2022.

Du 2 au 5 juin 2022, les bâtiments et monuments de toute l'Australie sont illuminés en pourpre royal.
Jusqu'au 31 décembre 2022, la National Capital Exhibition présente une exposition intitulée « La reine et moi », célébrant les 14 visites de la reine Élisabeth II à Canberra au cours de ses 70 ans de règne.
L'île Aspen, située sur le lac Burley Griffin, dans le triangle parlementaire de Canberra et sur laquelle se trouve le carillon national d'Australie, est rebaptisée « île Queen Elizabeth II » lors d'un événement spécial le 4 juin 2022.

### Canada
Pour commémorer le jubilé de la reine, la Royal Mint et la Monnaie royale canadienne s'associent pour frapper des pièces et des médailles commémoratives. La pièce en argent fabriquée par la Royal Mint représente une figure équestre d'Élisabeth II sur le revers et sa robe de couronnement sur l'avers. La pièce en argent frappée par la Monnaie royale canadienne représente la reine en 1952, l'année de son accession au trône, tandis que le revers présente la même effigie que celle utilisée sur les pièces canadiennes depuis 2003.

### Nouvelle-Zélande
Afin de marquer le jubilé de platine de la reine, le Premier ministre Jacinda Ardern annonce que le gouvernement fera don d'un million de dollars à l'association Trees That Count pour aider les programmes de plantation d'arbres à travers la Nouvelle-Zélande.
Depuis Point Jerningham, à Wellington, une salve de 21 coups de canon est tirée par le 16e régiment de campagne de l'artillerie royale néo-zélandaise, le 7 février 2022.
À Te Awamutu, une plaque sera érigée pour commémorer à la fois le jubilé et la visite de la reine et du prince Philip en 1954. La plaque, approuvée par la reine elle-même, sera érigée sur l'ancien bâtiment de la poste de Te Awamutu.

### Royaume-Uni
Prévues pour avoir lieu du 2 au 5 juin 2022, les festivités du jubilé incluent diverses manifestations dont la traditionnelle parade du Trooping the Colour, un office à la cathédrale Saint-Paul, un derby dans le circuit d'Epsom Downs, et un concert donné au palais de Buckingham, baptisé « Platinum Party at the Palace ». Le palais précise que « le week-end prolongé des jours fériés verra des événements publics et des activités communautaires, ainsi que des moments nationaux de réflexion sur les 70 ans de service à la nation de la reine ». Les célébrations se clôtureront par un concert du chanteur britannique Ed Sheeran.  

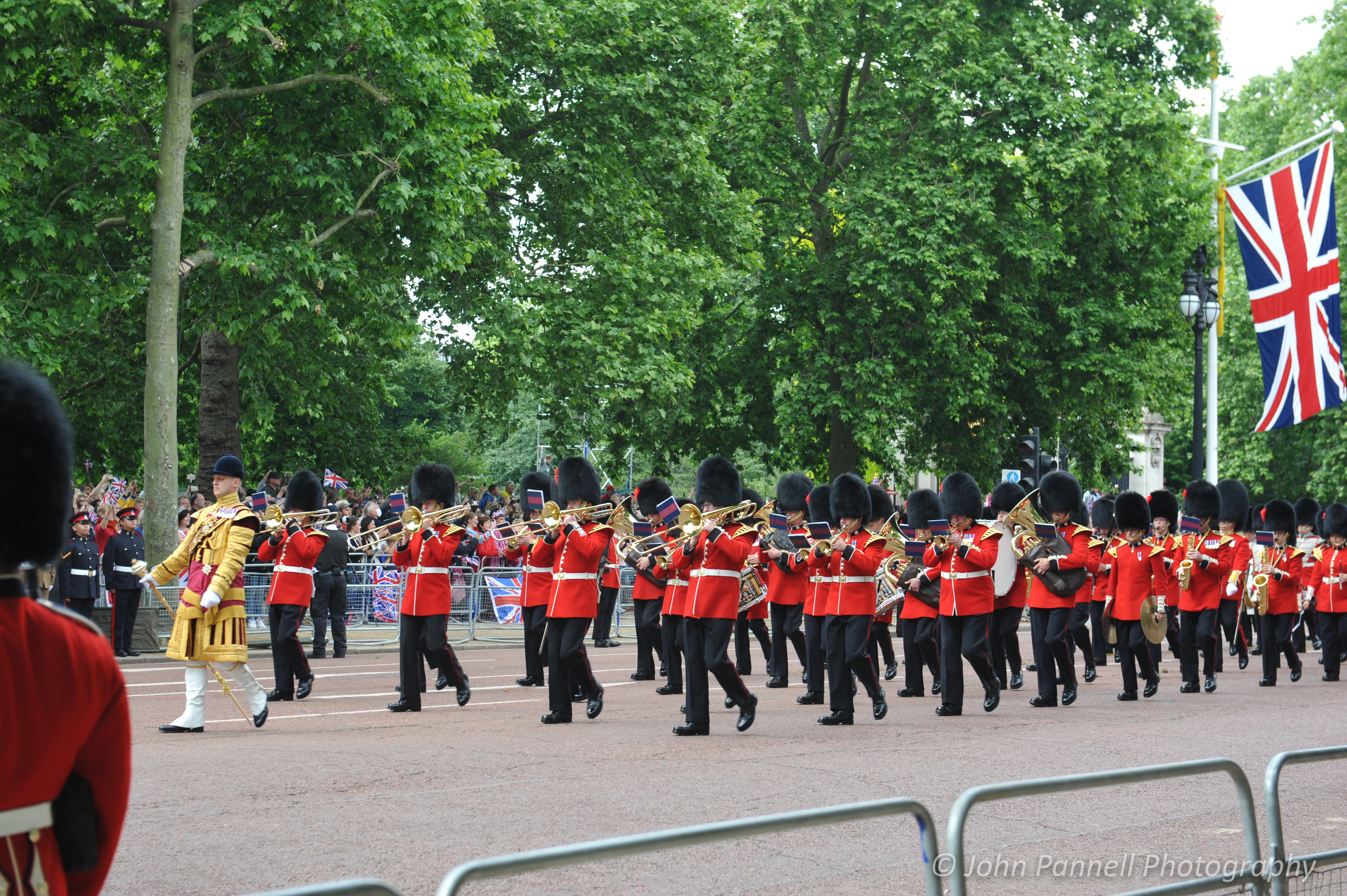
Défilé de la Garde de la Reine sur le Mall lors du Trooping the Colour, à Londres, le 2 juin 2022.

Les célébrations débutent le 2 juin 2022 par la traditionnelle parade militaire du Trooping the Colour, qui vient célébrer le 96e anniversaire de la souveraine. L'événement, qui n'avait pas eu lieu les deux années précédentes en raison de la pandémie de Covid-19, rassemble plusieurs centaines de milliers de personnes dans les rues de Londres. À la fin du défilé militaire, la reine Élisabeth II apparaît au balcon du palais de Buckingham, depuis lequel elle salue la foule entourée de membres de sa famille dont le prince de Galles et la duchesse de Cornouailles, le duc et la duchesse de Cambridge ainsi que leurs enfants, George, Charlotte et Louis. Sont également présents le comte et la comtesse de Wessex avec leurs deux enfants, Louise et James. Mis en cause dans un scandale sexuel depuis trois ans, le prince Andrew n'apparaît pas au balcon, tout comme le petit-fils de la reine, le duc de Sussex, et son épouse Meghan Markle, qui ont quitté la famille royale en 2020. Au château de Windsor, dans la soirée, la reine allume les traditionnelles « balises du jubilé » (voir infra) en pressant le Commonwealth of the Nations Globe. Plusieurs milliers de balises lumineuses s'allument alors à travers tout le royaume, marquant le début des festivités du jubilé. Au même moment, le prince William assiste à une projection retraçant le règne de sa grand-mère sur la façade du palais de Buckingham, et à l'illumination d'une sculpture d'arbre à proximité, réalisée pour l'occasion par Thomas Heatherwick. 
Le lendemain matin, les membres de la famille royale (dont le duc et la duchesse de Sussex) ainsi que plusieurs personnalités politiques assistent à une messe en l'honneur de la reine en la cathédrale Saint-Paul de Londres. Celle-ci se déroule en l'absence d'Élisabeth II, qui suit la cérémonie à distance depuis le château de Windsor.

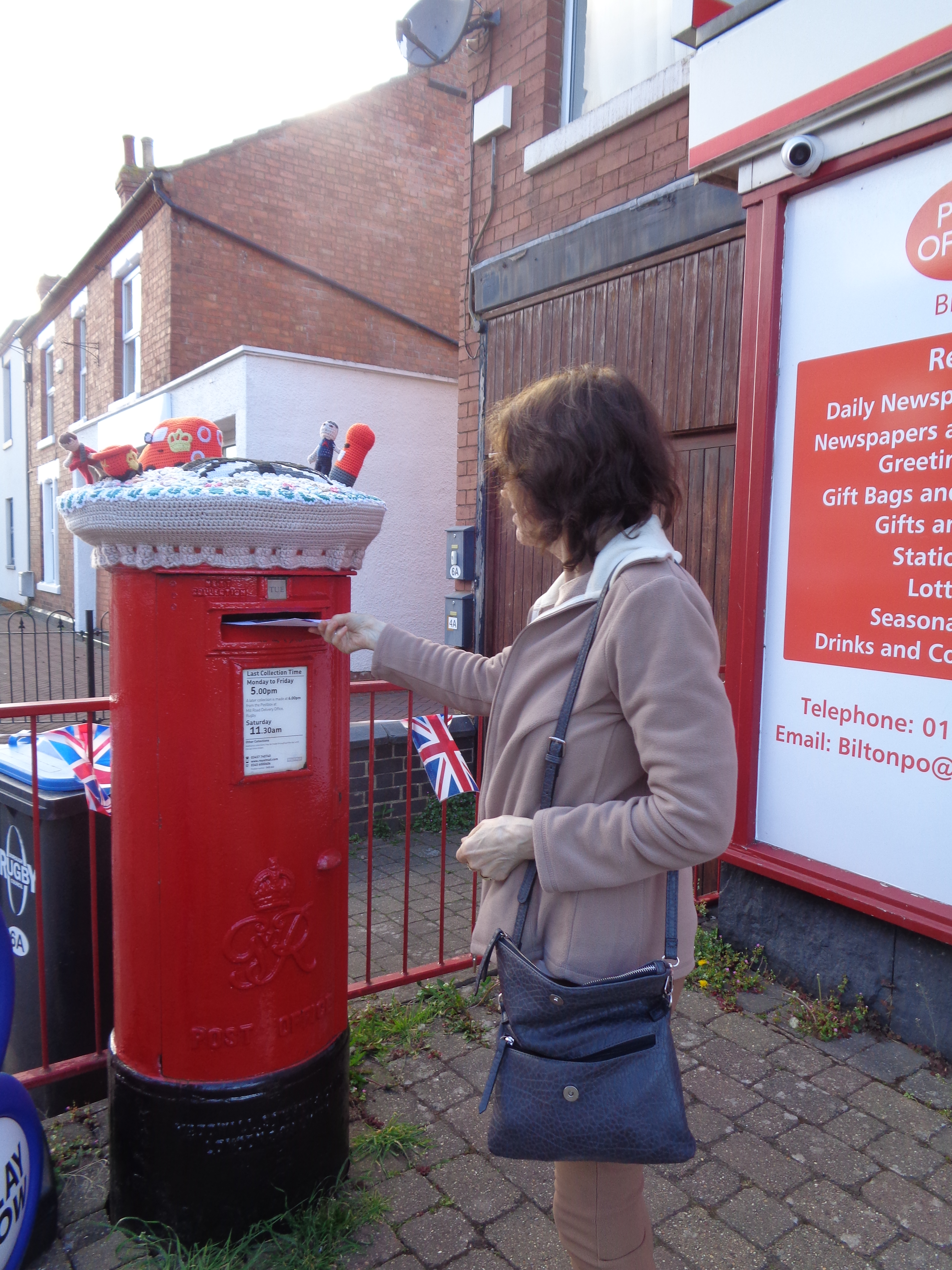
Boîte aux lettres à Bilton (près de Rugby) datant du règne de George VI et décorée par des résidents pour le jubilé de platine d'Élisabeth II.

Le 4 juin, la reine est représentée par sa fille, la princesse Anne, lors du derby d'Epsom. Le concert « Platinum Party at the Palace » a lieu au soir du 4 juin 2022 devant le palais de Buckingham et autour du Victoria Memorial, rassemblant plusieurs milliers de personnes qui assistent à l'événement depuis le Mall, où des écrans géants sont installés. Les artistes Queen + Adam Lambert, Elton John, Alicia Keys, Rod Stewart ou encore Diana Ross se produisent sur scène pendant deux heures. Un spectacle aérien de drones a lieu au-dessus du palais. Le prince William prononce un discours rendant hommage à la reine (qui n'assiste pas en personne au concert) dans lequel il déclare notamment : « J'ai le ferme espoir que les mots de ma grand-mère seront aussi vrais dans 70 ans qu'ils le sont ce soir, qu'en tant que nations nous nous unissions autour d'une cause car il y a toujours de la place pour l'espoir ». Le prince Charles, héritier du trône, prononce lui aussi un discours dans lequel il remercie sa mère pour sa « vie de service désintéressé », déclarant que « l'effusion de chaleur et d'affection tout au long de ce week-end du jubilé est notre façon de vous dire merci ». À la fin du concert, un feu d'artifice a lieu.
Au dernier jour des célébrations du jubilé de platine, le 5 juin 2022, une grande parade militaire, appelée « Platinum Jubilee Pageant », a lieu dans les rues de Londres en présence de la famille royale, au cours de laquelle apparaît notamment l'hologramme de la reine saluant la foule à l'intérieur du Gold State Coach. Un carnaval composé de plusieurs chars et de milliers de participants suit la cérémonie militaire. Au terme de quatre jours de festivités, la reine Élisabeth II apparaît au balcon du palais de Buckingham, entourée de sa famille, et salue une foule de plusieurs centaines de milliers de personnes rassemblées massivement sur le Mall et devant les grilles du palais.

### Commonwealth
Le bâton de la reine pour les Jeux du Commonwealth de 2022 comporte un brin de platine et un message en son honneur qui ne sera dévoilé que lors de l'ouverture des jeux.
Les membres de la famille royale entreprennent une série de tournées royales dans les pays du Commonwealth.

## Balises du jubilé

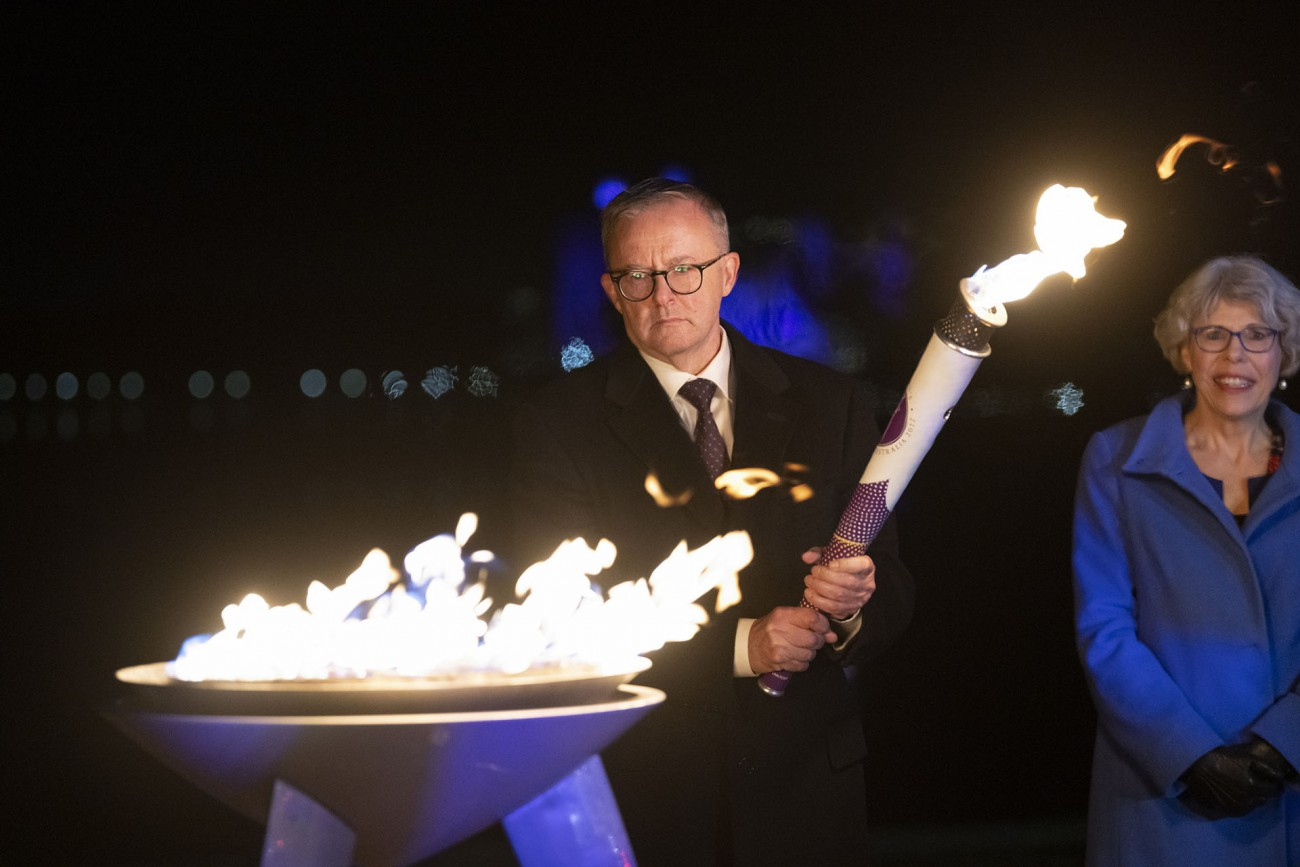
Le Premier ministre d'Australie, Anthony Albanese, allume la balise du jubilé à Canberra, le 2 juin 2022.

Pour célébrer le jubilé de platine de la reine Élisabeth II, des balises sont allumées le 2 juin 2022 dans tout le Royaume-Uni, ainsi que dans les îles Anglo-Normandes, l'île de Man et les territoires britanniques d'outre-mer. Cette action s'inscrit dans la longue tradition du Royaume-Uni de célébrer les jubilés, mariages et couronnements royaux par l'allumage de balises. Pour la première fois, des balises sont également allumées dans les capitales des 54 pays du Commonwealth.
| Liste des capitales             | Liste des capitales                  |
| Pays                            | Capitales                            |
| ------------------------------- | ------------------------------------ |
| Afrique du Sud                  | Pretoria, Le Cap et Bloemfontein     |
| Antigua-et-Barbuda              | Saint John's                         |
| Australie                       | Canberra                             |
| Bahamas                         | Nassau                               |
| Bangladesh                      | Dhaka                                |
| Barbade                         | Bridgetown                           |
| Belize                          | Belmopan                             |
| Botswana                        | Gaborone                             |
| Brunei                          | Bandar Seri Begawan                  |
| Cameroun                        | Yaoundé                              |
| Canada                          | Ottawa                               |
| Chypre                          | Nicosie                              |
| Dominique                       | Roseau                               |
| Eswatini                        | Mbabane et Lobamba                   |
| Fidji                           | Suva                                 |
| Gambie                          | Banjul                               |
| Ghana                           | Accra                                |
| Grenade                         | Saint-Georges                        |
| Guyana                          | Georgetown                           |
| Inde                            | New Delhi                            |
| Jamaïque                        | Kingston                             |
| Kenya                           | Nairobi                              |
| Kiribati                        | Tarawa-Sud                           |
| Lesotho                         | Maseru                               |
| Malaisie                        | Kuala Lumpur et Putrajaya            |
| Malawi                          | Lilongwe                             |
| Maldives                        | Malé                                 |
| Malte                           | La Valette                           |
| Maurice                         | Port-Louis                           |
| Mozambique                      | Maputo                               |
| Namibie                         | Windhoek                             |
| Nauru                           | Yaren                                |
| Nouvelle-Zélande                | Wellington                           |
| Nigeria                         | Abuja                                |
| Ouganda                         | Kampala                              |
| Pakistan                        | Islamabad                            |
| Papouasie-Nouvelle-Guinée       | Port Moresby                         |
| Royaume-Uni                     | Londres                              |
| Rwanda                          | Kigali                               |
| Saint-Christophe-et-Niévès      | Basseterre                           |
| Saint-Vincent-et-les-Grenadines | Kingstown                            |
| Sainte-Lucie                    | Castries                             |
| Samoa                           | Apia                                 |
| Seychelles                      | Victoria                             |
| Sierra Leone                    | Freetown                             |
| Singapour                       | Singapour                            |
| Îles Salomon                    | Honiara                              |
| Sri Lanka                       | Sri Jayawardenapura Kotte et Colombo |
| Tanzanie                        | Dodoma                               |
| Tonga                           | Nukuʻalofa                           |
| Trinité-et-Tobago               | Port-d'Espagne                       |
| Tuvalu                          | Funafuti                             |
| Vanuatu                         | Port-Vila                            |
| Zambie                          | Lusaka                               |